# Joseph Langen
Joseph Langen (* 3. Juni 1837 in Köln; † 13. Juli 1901 in Bonn) war ein römisch-katholischer, später alt-katholischer Theologe und Hochschullehrer.

## Leben
Joseph Langen besuchte das Kölner Marzellengymnasium, danach studierte er von 1855 bis 1858 katholische Theologie in Bonn, u. a. bei Franz Heinrich Reusch. Nach Abschluss seiner theologischen und philosophischen Studien empfing er im Jahre 1859 die Priesterweihe und arbeitete danach als Kaplan in Wevelinghoven sowie ab 1860 als Repetent am katholisch-theologischen Konvikt in Bonn. 1861 wurde er in Freiburg im Breisgau zum Doktor der Theologie promoviert.
Im Jahre 1864 wurde Langen zunächst zum außerordentlichen, nach seiner Habilitation 1867 dann zum ordentlichen Professor der Exegese des Neuen Testaments an die Universität Bonn berufen. Von 1866 bis 1877 war er Mitarbeiter am Theologischen Literaturblatt. Da Langen sich - ebenso wie sein Lehrer Reusch und sein Fakultätskollege Bernhard Josef Hilgers - weigerte, die Dekrete des Ersten Vatikanischen Konzils anzuerkennen, verlor er 1871 die kirchliche Lehrerlaubnis und wurde er am 23. März 1872 durch Erzbischof Melchers exkommuniziert.

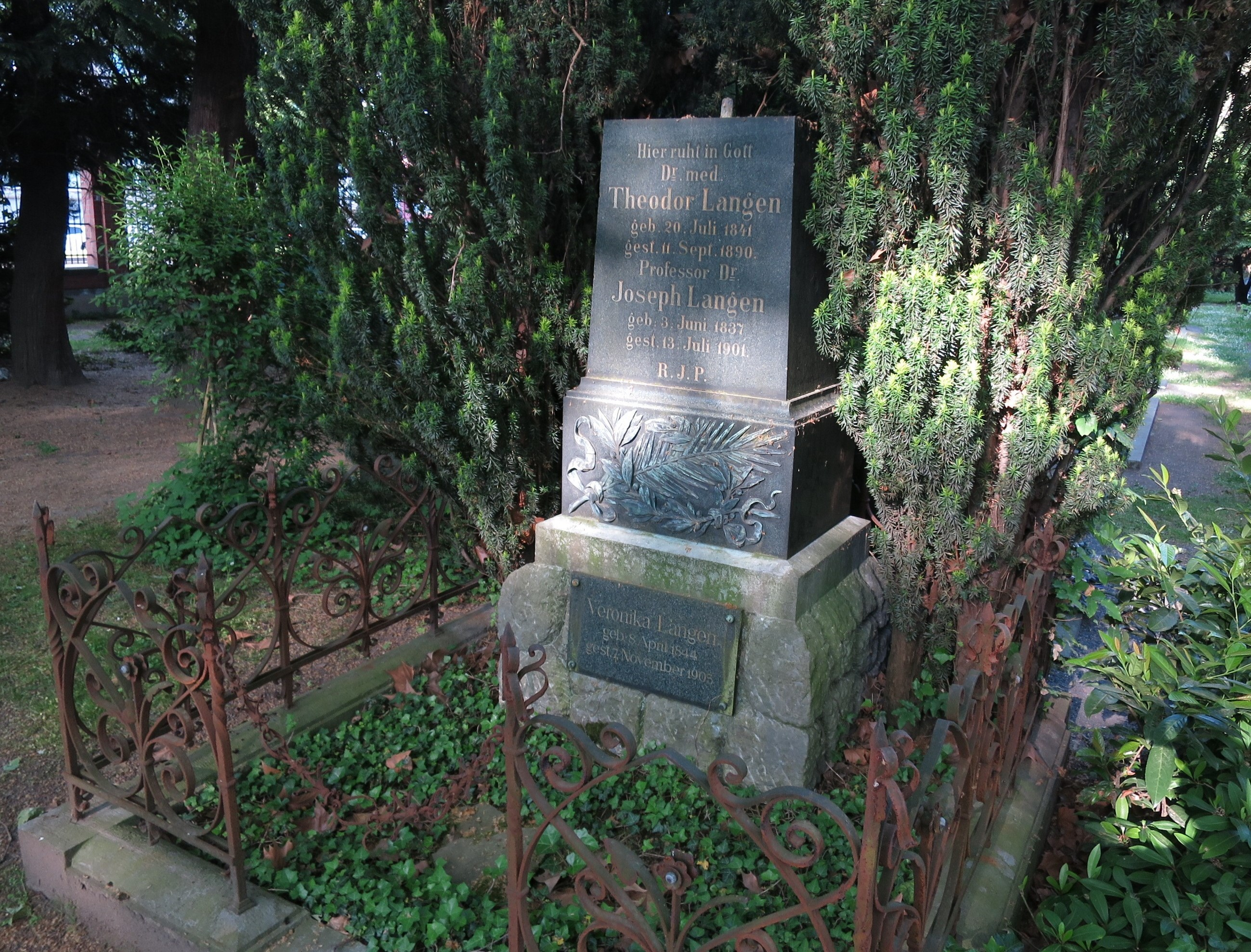
Grab der Familie Langen

Nach der Bildung eines deutschen alt-katholischen Bistums war Joseph Langen bis 1878 in Bonn als Pfarrer tätig. Er veröffentlichte verschiedene katechetische Schriften und nahm in den Jahren 1874 und 1875 an den „Bonner Unionskonferenzen“ mit Vertretern der anglikanischen und orthodoxen Kirchen teil. Nachdem in der alt-katholischen Kirche 1878 der Pflichtzölibat abgeschafft wurde, zog sich Langen - der den Zölibat gerne aufrechterhalten hätte - aus dem kirchlichen Leben zurück. Er hielt jedoch bis zu seinem Tode Vorlesungen für Studierende der alt-katholischen Theologie; 1883/84 war er auch Rektor der Universität Bonn. Seit 1894 war er korrespondierendes Mitglied der Bayerischen Akademie der Wissenschaften.
Langens Grabstätte befindet sich auf dem Kölner Melaten-Friedhof (Flur 48 Nr. 65).